# 小名浜金成
小名浜金成（おなはま かなり）は、福島県いわき市の大字である。郵便番号は971-8135。

## 地理
いわき市南東部の小名浜地区に属する。北で常磐三沢町、東で鹿島町米田、鹿島町飯田、鹿島町久保、南で小名浜林城、西角端で小名浜岩出、西で常磐下船尾町とそれぞれ隣接する。概ね町村制施行以前の磐前郡金成村の流れを汲む地域である。主に藤原川水系矢田川右岸支流の金成川流域を範囲とし、南部の平地に住宅が、北部の丘陵地の谷あいに水田が広がる。小名浜岡小名内に所在するいわき東警察署及び小名浜に所在する小名浜消防署がそれぞれ管轄にあたる。

### 主な字
字
- 町田
- 若宮

- 三角田
- 前田

- 安部作

### 河川
- 矢田川
  - 金成川

## 歴史
- 1879年1月27日 - 幕府領金成村が福島県内における郡区町村制の施行により磐前郡の村となる[4]。
- 1889年4月1日 - 町村制の施行により金成村が相子島村、岩出村、大原村、南富岡村、岡小名村、住吉村、林城村、野田村、島村と合併し、磐前郡玉川村が発足する。旧金成村域は玉川村の大字となる[4]。
- 1896年4月1日 - 磐前郡と周辺郡との合併により石城郡が発足し、石城郡玉川村となる[4]。
- 1931年8月15日 - 石城郡小名浜町に編入され、小名浜町の大字となる[4]。
- 1954年3月31日 - 小名浜町が泉町、渡辺村、江名町と合併、磐城市が発足し、磐城市の大字となる[4]。
- 1966年10月1日 - 磐城市が平市・常磐市・内郷市・勿来市、石城郡小川町・遠野町・四倉町・川前村・田人村・好間村・三和村、双葉郡久之浜町・大久村と合併しいわき市となり、いわき市小名浜地区の大字となる[4]。

## 世帯数と人口
2023年10月31日現在の世帯数と人口は以下の通りである。
| 大字       | 世帯数 | 人口  |
| ---------- | ------ | ----- |
| 小名浜金成 | 80世帯 | 322人 |

## 小・中学校の学区
市立小・中学校に通う場合、学区は以下の通りとなる。
| 番地 | 小学校                     | 中学校               |
| ---- | -------------------------- | -------------------- |
| 全域 | いわき市立小名浜第三小学校 | いわき市立玉川中学校 |

## 交通

### 道路
- 国道6号常磐バイパス
- 二級市道久保林城線

## 施設
- 若宮八幡神社